# Кажани
Кажани (на македонска литературна норма: Кажани) е село в община Битоля на Северна Македония.

## География
Селото се намира на 880 m надморска височина в северните поли на планината Пелистер, в областта Гяваткол, на 16 km северозападно от Битоля, на пътя Битоля – Охрид.

## История
Според местна легенда в миналото на мястото на Кажани имало богато селище, занимаващо се предимно със скотовъдство и търговия с кожи. Оттук се появило името Кожани, което по-късно се трансформирало в днешното име Кажани.
В XIX век Кажани е село в Битолска кааза, нахия Гяваткол на Османската империя. В „Етнография на вилаетите Адрианопол, Монастир и Салоника“, издадена в Константинопол в 1878 година и отразяваща статистиката на населението от 1873 година, Кожени (Kojeni) е посочено като в каза Ресен с 15 домакинства и 48 жители българи.
Според Васил Кънчов в 90-те години на XIX век Кажани има около 100 турски къщи и 8 български християнски. Според статистиката му („Македония. Етнография и статистика“) в 1900 година Кажани има 515 жители, от 65 са българи християни, а останалото мнозинство арнаути мохамедани.
На Етнографската карта на Битолския вилает на Картографския институт в София от 1901 година Кажани е смесено село българи, албанци и власи в Битолската каза на Битолския санджак със 100 къщи.
Всички българи в селото са под върховенството на Българската екзархия. По данни на секретаря на екзархията Димитър Мишев („La Macédoine et sa Population Chrétienne“) в 1905 година в Кажени има 56 българи екзархисти и 480 албанци.
Селото пострадва силно през Първата световна война , след която е на практика разселено. В „Списък на населените места в Македония, Моравско и Одринско“, издаден през 1917 година, Кажани е отбелязано като село в Гяватска община в Битолска селска околия с 36 жители.
В 1961 година има 134 жители, от които 98 македонци, 34 турци и 2 сърби. От 50-те до 80-те години на XX век Кажани е туристичко селище с много кафенета и ресторанти, здравна служба, полицейски участък и ветеринарна служба. Населението обаче намалява вследствие на емиграция – първоначално в Битоля, Ресен, Охрид, Турция, а след Първата световна война в Австралия, Канада, Белгия, Германия, Австри.
Според преброяването от 2002 година селото има 75 жители.
| Националност     | Всичко |
| северномакедонци | 59     |
| албанци          | 13     |
| турци            | 2      |
| роми             | 0      |
| власи            | 0      |
| сърби            | 0      |
| бошняци          | 0      |
| други            | 1      |

В 2008 година са регистрирани 114 жители.
В Кажани е построена църквата „Свети Никола“.

## Личности
Починали в Кажани
- Борис Кочановски (1923 – 1944), югославски партизанин и деец на комунистическата съпротива във Вардарска Македония.